# Дембіна (Холмський повіт)
Дембіна (пол. Dębina) — село в Польщі, у гміні Лісневичі Холмського повіту Люблінського воєводства.
Населення — 140 осіб (2011).
У 1975-1998 роках село належало до Холмського воєводства.

## Демографія
Демографічна структура станом на 31 березня 2011 року:
|          | Загалом | Допрацездатний вік | Працездатний вік | Постпрацездатний вік |
| -------- | ------- | ------------------ | ---------------- | -------------------- |
| Чоловіки | 71      | 17                 | 50               | 4                    |
| Жінки    | 69      | 15                 | 43               | 11                   |
| Разом    | 140     | 32                 | 93               | 15                   |